# Kockumskranen

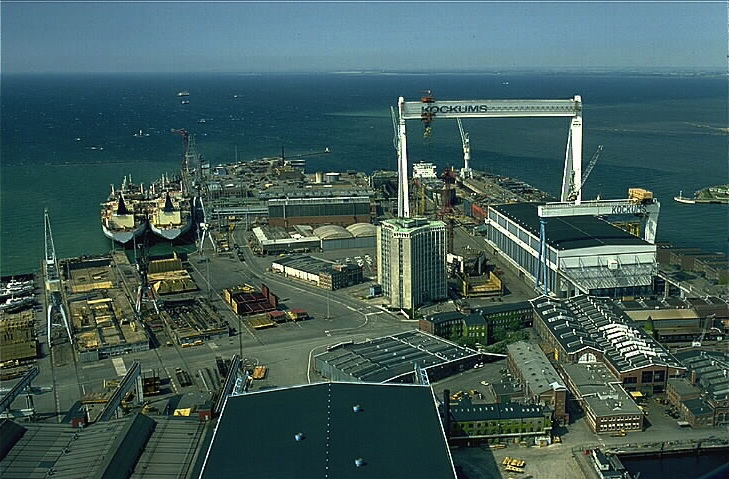
Kockumskranen under 1970-talet.

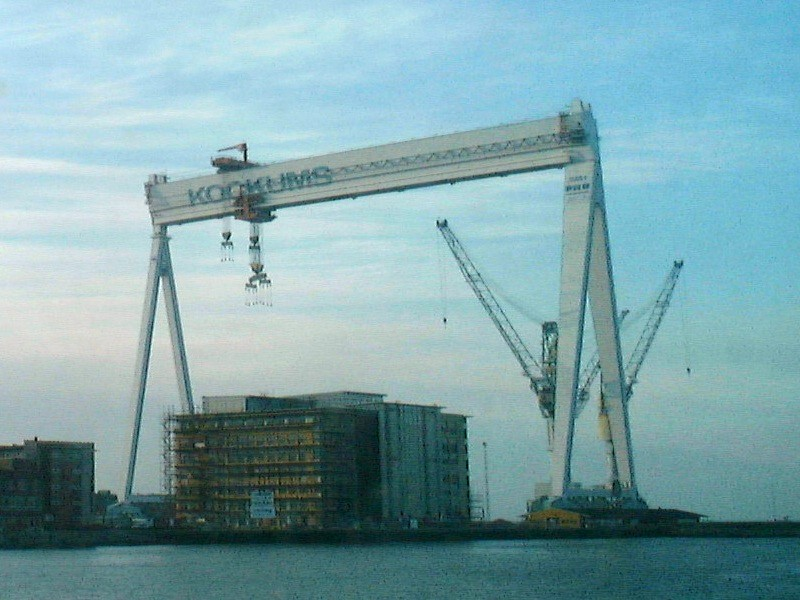
Kockumskranen i februari 2000.

Kockumskranen, en 146 meter hög bockkran för fartygsbyggen, uppfördes åren 1973–1974 i Malmö. Den var fram till 2002 ett landmärke på Kockums dåvarande varvsområde och i Malmö i stort. Därefter flyttades den till ett varv i Sydkorea. Kranen är världens största bockkran. Den har en lyftkapacitet på 1 600 ton och ett lyft på 1 560 ton. En hel förskeppssektion gjordes som provbelastning av kranen. Spårvidden är 175 meter och spårlängden var i Malmö 710 meter.

## Historik
Mellan åren 1974 och 1985 användes kranen i treskift och nästan alltid även på lördagar och söndagar. Den användes för att lyfta fartygssektioner på plats. Sektionerna vägde i snitt mellan 1 200 och 1 300 ton och kunde vändas i luften. Under dockans livstid byggdes omkring 75 fartyg. Av dessa var omkring 40 tankfartyg på 250 000 ton och 350 000 ton; dessutom byggdes ett stort antal specialfartyg. De två sista fartygen var kryssningsfartyg. Kranen såldes i början av 1990-talet till danska Burmeister & Wain, som dock hann gå i konkurs innan kranen blev flyttad. Sista gången kranen användes i Sverige var 1997, och då för att lyfta fundamenten till Öresundsbrons högbropelare.
Under 2002 monterades kranen ned och skeppades till Ulsan i Sydkorea, efter att ha köpts av Hyundai Heavy Industries, för en symbolisk summa på 1 USD. Den är i dag rödmålad med texten HYUNDAI i vitt och kallas av koreanerna i folkmun för Malmös tårar, då det sägs att Malmös invånare grät när de såg sin kran bogseras i väg. På varvet, som är världens största, är den en av ett tiotal stora bockkranar.